# Hrašćina
Hrašćina – wieś w Chorwacji, w żupanii krapińsko-zagorskiej, w gminie Hrašćina. W 2011 roku liczyła 104 mieszkańców.